# Aníbal Pinto de Castro
Aníbal Pinto de Castro GOSE (Coimbra, Cernache, 17 de janeiro de 1938 - Coimbra, 8 de outubro de 2010) foi um professor universitário e investigador português.

## Biografia
Licenciado em Filologia Românica pela Faculdade de Letras da Universidade de Coimbra, onde, em 1973, também se doutorou em Literatura Portuguesa, com uma tese sobre Retórica e Teorização Literária em Portugal. Professor catedrático desde 1981, foi nomeado diretor da Biblioteca Geral da Universidade de Coimbra em 1987. Foi, também, diretor da Casa de Camilo Castelo Branco, em São Miguel de Seide, desde 1996.
Aníbal Pinto de Castro foi sócio-correspondente da Academia das Ciências de Lisboa desde 1987 e sócio-efetivo desde 1999. Em conjunto com Maria Helena da Rocha Pereira, Aníbal Pinto de Castro estava a trabalhar na supervisão científica do novo Vocabulário da Língua Portuguesa a publicar pela Academia das Ciências de Lisboa. Este novo Vocabulário inclui os neologismos incorporados no léxico comum em Portugal ao longo dos últimos quarenta anos e está a ser feito observando as regras do Acordo Ortográfico de 1990.
Na sequência da sua atividade de investigador da literatura portuguesa, particularmente de Luís de Camões, Aníbal Pinto de Castro publicou uma vasta obra que ultrapassa os 200 títulos.
Ao longo da vida, Pinto de Castro dedicou-se também às causas sociais. Foi durante vários anos diretor da Casa de Infância Doutor Elísio de Moura, provedor da Santa Casa da Misericórdia de Coimbra e presidente da Confraria da Rainha Santa Isabel. Entre as distinções, era Comendador da Ordem do Mérito de Itália, Comendador da Ordem de Nossa Senhora da Conceição de Vila Viçosa, Cavaleiro da Ordem Equestre do Santo Sepulcro de Jerusalém e Grande-Oficial da Ordem Militar de Sant'Iago da Espada a 8 de Junho de 2007.